# Shukria Isakhil
Shukria Isakhil es una política afgana. Se desempeñó entre 2019 y 2021 como diputada de la Wolesi Jirga.

## Biografía
Nació en 1967 o 1968 (año persa 1346) en la provincia de Baglán. Se hallaba casada.
Cursó estudios superiores. Se desempeñó durante dos décadas en órganos gubernamentales, fue miembro del comité de emergencia Loyee Jirga, fue empleada de una oficina constitucional en la provincia de Baglán, entrenadora de la Comisión Electoral Independiente, y miembro del Jirga afgano y pak.
En 2019 fue electa diputada de la Wolesi Jirga en representación de la provincia de Badajshán, por el período iniciado en abril de ese año y que culminó de facto con la toma del poder por parte de los talibanes el 15 de agosto de 2021. Había integrado la comisión de Relaciones Internacionales.